# Provinciale weg 227
De provinciale weg 227 loopt van de N221 (nabij de afslag Maarn van de A28) naar Cothen. In Woudenberg sluit de N227 aan op de N224 en in Maarn op de A12. Bij Doorn sluit de N227 aan op de N225 en bij Cothen op de N229.
Lokaal draagt de N227 verschillende namen, te weten:
- tussen de N221 en N224 de naam Doornseweg;
- tussen N224 en N225 de naam Amersfoortseweg;
- tussen de N225 en de Gooijerdijk in Langbroek de naam Langbroekerweg;
- tussen de Gooijerdijk en Langbroekerdijk A in Langbroek de naam Doornseweg;
- en tussen Langbroekerdijk A en de N229 de naam Cotherweg.

## Traject
De N227 loopt parallel aan de N226 over de Utrechtse Heuvelrug in noord-zuidrichting van Amersfoort naar Cothen en vice versa en doorkruist de kernen Doorn en Langbroek. Het noordelijk deel van de N227 loopt tussen de Leusderheide en landgoed Den Treek-Henschoten. De N227 is een gebiedsontsluitingsweg en bestaat uit 1 rijbaan met 2 stroken. Fietsers kunnen deels gebruikmaken van (vrijliggende) fietspaden en deels van parallelwegen.
De weg was voor de opening van de A28 tussen knooppunt Rijnsweerd en Amersfoort-zuid half jaren tachtig een belangrijk alternatief voor verkeer van Utrecht in de richting Amersfoort en het noorden van Nederland. Het gebruik van verkeerslichten met 2 rijbanen wijst daar nog op.

## Ecoduct Treeker Wissel

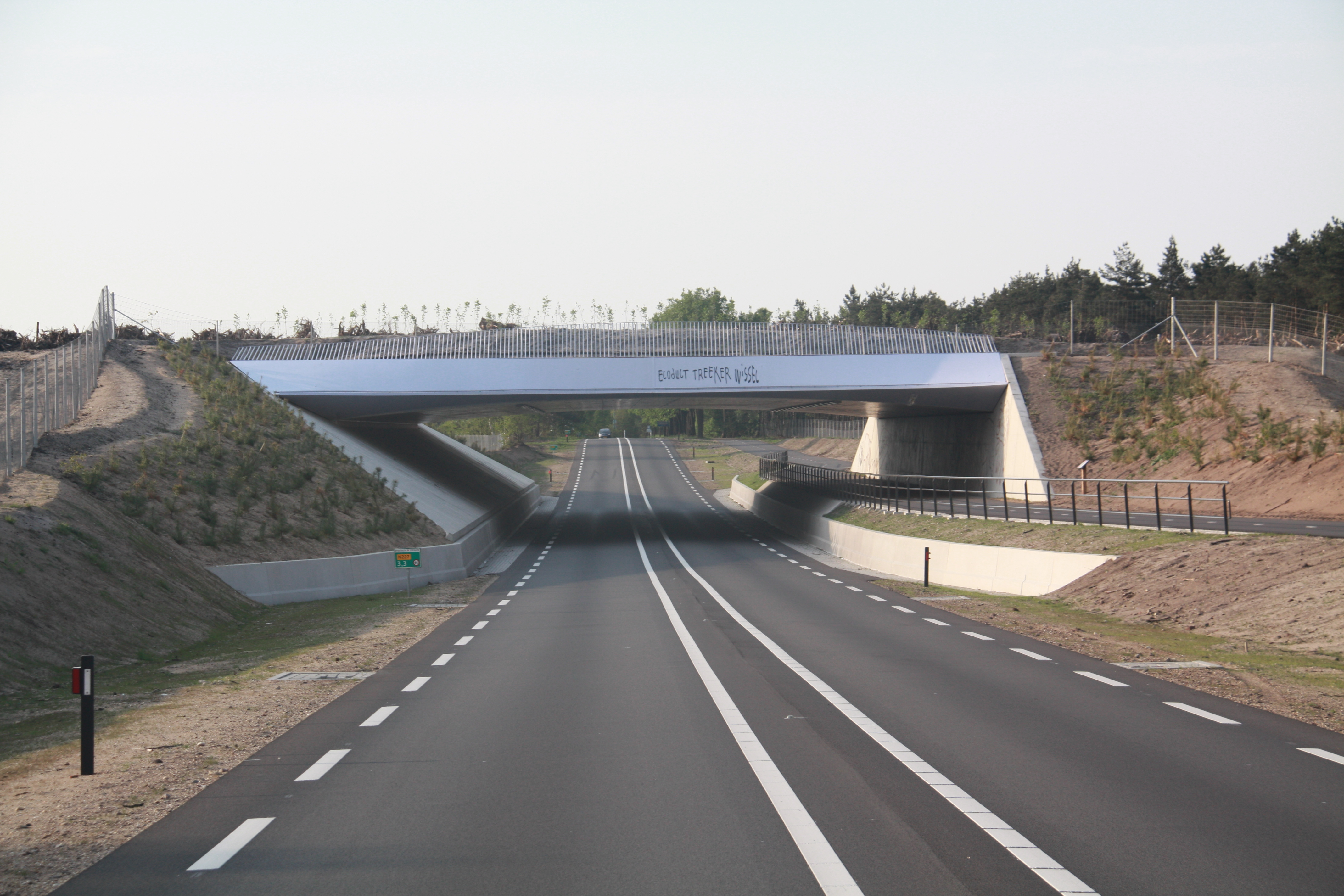
Ecoduct Treeker Wissel ter hoogte van hectometerpaal 3,3

Op 16 april 2009 werd het Ecoduct Treeker Wissel geopend. Dat vormt, in het gedeelte Doornseweg even ten noorden van Quatre Bras, de kruising met de N224, een ecologische verbinding tussen de Leusderheide aan de westzijde en het landgoed Den Treek-Henschoten aan de oostkant. De weg is ter plaatse half verdiept, en het ecoduct dus halfhoog. Het ecoduct heeft een asymmetrische vorm.
N23 · N194 · N196 · N197 · N198 · N199 · N200 · N201 · N202 · N203 · N204 · N205 · N206 · N207 · N208 · N209 · N210 · N211 · N212 · N213 · N214 · N215 · N216 · N217 · N218 · N219 · N220 · N221 · N222 · N223 · N224 · N225 · N226 · N227 · N228 · N229 · N230 · N231 · N232 · N233 · N234 · N235 · N236 · N237 · N238 · N239 · N240 · N241 · N242 · N243 · N244 · N245 · N246 · N247 · N248 · N249 · N250 · N307

N401 · N402 · N403 · N404 · N405 · N406 · N407 · N408 · N409 · N410 · N411 · N412 · N413 · N414 · N415 · N416 · N417 · N418 · N419 · N420 · N421 · N439 · N440 · N441 · N442 · N443 · N444 · N445 · N446 · N447 · N448 · N449 · N450 · N451 · N452 · N453 · N454 · N455 · N456 · N457 · N458 · N459 · N460 · N461 · N462 · N463 · N464 · N465 · N466 · N467 · N468 · N469 · N470 · N471 · N472 · N473 · N474 · N475 · N476 · N477 · N478 · N479 · N480 · N481 · N482 · N483 · N484 · N487 · N488 · N489 · N490 · N491 · N492 · N493 · N494 · N495 · N496 · N497 · N498 · N501 · N502 · N503 · N504 · N505 · N505 (Andijk) · N506 · N507 · N508 · N509 · N510 · N511 · N512 · N513 · N514 · N515 · N516 · N517 · N518 · N519 · N520 · N521 · N522 · N523 · N524 · N525 · N526 · N527 · N806 · N830 · N848

Cursief vermelde wegen zijn voormalige Provinciale wegen